# هيلغا إنغ
هيلغا إنغ (بالنرويجية البوكمول: Helga Eng)‏ هي عالمة نفس نرويجية، ولدت في 31 مايو 1875، وتوفيت في 26 مايو 1966.